# Evangelische Kirche Wankendorf
Die Evangelische Kirche in Wankendorf ist die Pfarrkirche der Kirchengemeinde Wankendorf, die dem Kirchenkreis Plön-Segeberg der Evangelisch-Lutherischen Kirche in Norddeutschland angehört.

## Baugeschichte
Nachdem die Kirchengemeinde Wankendorf 1892 von Bornhöved abgeteilt worden war, begannen die Planungen zum Bau einer eigenen Kirche. Als Standort wurde die Mitte zwischen den zur Gemeinde gehörenden Dörfern Wankendorf und Stolpe gewählt. Am 3. August 1894 erfolgte die Grundsteinlegung für den Bau nach Plänen des Hamburger Architekten Hugo Groothoff. Am 16. Dezember 1894 wurde die Kirche durch den Generalsuperintendenten Justus Ruperti eingeweiht.

## Beschreibung
Das neugotische Kirchengebäude aus rotem Backstein wurde auf kreuzförmigem Grundriss mit rechteckigem Chor errichtet. Ein Kirchturm ist nicht vorhanden, stattdessen befindet sich ein Dachreiter mit Glockenstuhl über der Vierung. Eine Sakristei ist südöstlich an den Chor angebaut.
Die Fenster sind überwiegend spitzbogig, im Querschiff jedoch rundbogig. Auf der Westseite liegt das Hauptportal mit einem Wimperg, kleinere Nebenportale befinden sich unter großen Rundfenstern in den Fassaden des Querschiffs.
Stilistisch ähnelt die Wankendorfer Kirche der zuvor von Groothoff geplanten Kirche in Aukrug-Innien. Auch die Abmessungen und Proportionierungen sind bei den von ihm danach realisierten ländlichen Kirchenbauten in Brokstedt, Hamburg-Eidelstedt und Hennstedt in etwa gleich.

## Ausstattung
Aus der Bauzeit der Kirche ist die hölzerne Kanzel erhalten. Das ursprüngliche Taufbecken wurde 1915 gestohlen und durch ein um 1900 entstandenes Stück ersetzt. Die Bleiglasfenster in den Fenstern des Chors, auf denen Christi Himmelfahrt dargestellt wird, stammen aus dem Jahr 1914.